# René Pélissier
René Pélissier (24 de outubro de 1935) é um historiador francês que se notabilizou no estudo da história colonial portuguesa e na história dos países lusófonos da África.

## Biografia
René Pélissier é doutorado em Letras (Docteur d'État-ès-lettres), tendo-se especializado na história colonial e militar de Portugal e na história dos países lusófonos e hispanófonos da África, da Ásia e da Oceania nos séculos XIX-XX.
É autor de numerosos livros sobre a história colonial portuguesa e sobre o processo de independência das colónias africanas portuguesas (Les Guerres grises, La Colonie du Minotaure, Naissance du Mozambique, Naissance de la Guiné) e sobre Timor-Leste, consideradas  obras de referência. · 

## Obras publicadas
René Pélissier é autor, entre outras obras, das seguintes monografias:
- (em castelhano) Los territorios españoles de Africa, Instituto de Estudios Africanos. Madrid, 1964
- Études hispano-guinéennes, éditions Pélissier, Montamets, 78630 Orgeval (France), 1969
- Les Guerres grises. Résistances et révoltes en Angola (1845-1941), éditions Pélissier, Montamets, 78630 Orgeval (France), 1978
- Le Naufrage des caravelles. Études sur la fin de l'empire portugais (1961-1975), éditions Pélissier, Montamets, 78630 Orgeval (France), 1979
- La colonie du Minotaure. Nationalismes et révoltes en Angola (1926-1961), éditions Pélissier, Montamets, 78630 Orgeval (France), 1979
- Du Sahara à Timor. 700 livres analysés (1980-1990) sur l'Afrique et l'Insulinde ex-ibériques, éditions Pélissier, Montamets, 78630 Orgeval (France), 1991
- Explorar. Voyages en Angola et autres lieux incertains, éditions Pélissier, Montamets, 78630 Orgeval (France), 1979
- Africana. Bibliographies sur l'Afrique luso-hispanophone (1800-1980), éditions Pélissier, Montamets, 78630 Orgeval (France), 1981
- Naissance du Mozambique.Résistances et révoltes anticoloniales (1854-1918), éditions Pélissier, Montamets, 78630 Orgeval (France), 1984
- Participation à la rédaction du livre  L'Afrique sous domination coloniale 1880-1935, volume 7 de L'histoire générale de l'Afrique publiée par l'Unesco, édition Présence africaine, 1987
- Don Quichotte en Afrique. Voyages à la fin de l'Empire espagnol, éditions Pélissier, Montamets, 78630 Orgeval (France), 1992
- Timor en guerre. Le crocodile et les Portugais (1847-1913), éditions Pélissier, Montamets, 78630 Orgeval (France), 1996
- Naissance de la Guiné. Portugais et Africains en Sénégambie (1841-1936), éditions Pélissier, Montamets, 78630 Orgeval (France), 1996
- Les campagnes coloniales du Portugal (1841-1941), éditions Flammarion, département Pygmalion, Paris, 2004
- Spanish Africa - Afrique Espagnole. Études sur la fin d'un Empire, éditions Pélissier, F-78630 Orgeval, France 2005 ISBN 2-902804-12-1
- Angola. Guinées. Mozambique. Sahara. Timor, etc. Une bibliographie internationale critique (1990-2005), éditions Pélissier, Montamets, 78630 Orgeval (France), 2006
- Portugais et Espagnols en « Océanie » - Deux empires : confins et contrastes, éditions Pélissier, Montamets, 78630 Orgeval (France), 2010